# Arapuã
Arapuã là một đô thị thuộc bang Paraná, Brasil. Đô thị này có diện tích 218,838 km², dân số năm 2007 là 4035 người, mật độ 16,1 người/km².